# Mistrzostwa Polski w Szermierce 2004
Mistrzostwa Polski w Szermierce 2004 – 75. edycja indywidualnie i 64. edycja drużynowych Mistrzostw Polski odbyła się w dniach 1-6 czerwca 2004 w Krakowie. W zawodach wystartowało prawie 300 zawodników i zawodniczek.

## Klasyfikacja medalowa
| Msc | Klub                    | złoto | srebro | brąz | Razem |
| --- | ----------------------- | ----- | ------ | ---- | ----- |
| 1.  | Sietom AZS AWFiS Gdańsk | 2     | 4      | 2    | 8     |
| 2.  | AZS AWF Warszawa        | 2     | 1      | 1    | 4     |
| 3.  | AZS-AWF Katowice        | 2     | -      | 1    | 3     |
| 4.  | AZS AWF Wrocław         | 2     | -      | -    | 2     |
| 5.  | Legia Warszawa          | 1     | 2      | 1    | 4     |
| 6.  | KKSz Konin              | 1     | 1      | 1    | 3     |
| 7.  | Warta Poznań            | 1     | -      | 2    | 3     |
| 8.  | AZS Poznań              | 1     | -      | -    | 1     |
| 9.  | MOSiR Sosnowiec         | -     | 2      | 2    | 4     |
| 10. | AZS AWF Kraków          | -     | 2      | 1    | 3     |
| 11. | Warszawianka            | -     | -      | 3    | 3     |
| 12. | STFS Sopot              | -     | -      | 1    | 1     |
| =   | Polonia Leszno          | -     | -      | 1    | 1     |
| =   | Muszkieter Gliwice      | -     | -      | 1    | 1     |
| =   | Kolejarz Wrocław        | -     | -      | 1    | 1     |

## Medaliści

### kobiety
| Konkurencja:                         | Złoto:                                                                                         | Srebro:                                                                                             | Brąz:                                                                           |
| Medalistki indywidualne              |                                                                                                | |                                                                                 |
| floret (startowało 36 zawodniczek)   | Sylwia Gruchała (Sietom AZS AWFiS Gdańsk)                                                      | Anna Rybicka (Sietom AZS AWFiS Gdańsk)                                                              | Joanna Bórkowska (Sietom AZS AWFiS Gdańsk) Małgorzata Wojtkowiak (Warta Poznań) |
| szabla (startowało 21 zawodniczek)   | Bogna Jóźwiak (AZS Poznań)                                                                     | Aleksandra Socha (AZS AWF Warszawa)                                                                 | Katarzyna Karpińska (KKSz Konin) Irena Więckowska (AZS AWF Warszawa)            |
| szpada (startowało 50 zawodniczek)   | Danuta Dmowska (Legia Warszawa)                                                                | Małgorzata Stroka (Legia Warszawa)                                                                  | Barbara Ciszewska-Andrzejewska (Kolejarz Wrocław) Olga Cygan (Warszawianka)     |
| Medalistki drużynowe                 |                                                                                                | |                                                                                 |
| floret drużynowo (startowało 5 ekip) | Sietom AZS AWFiS Gdańsk Sylwia Gruchała Magdalena Mroczkiewicz Anna Rybicka Katarzyna Kryczało | Sietom AZS AWFiS II Gdańsk Joanna Bórkowska Magdalena Knop Oktawia Składanowska Agnieszka Kulczycka | Warta Poznań Małgorzata Wojtkowiak Agata Kantorska Martyna Synoradzka           |
| szabla drużynowo (startowało 5 ekip) | AZS AWF Warszawa Aleksandra Socha Irena Więckowska Monika Kościuch Małgorzata Kozaczuk         | KKSz Konin Karolina Budna Katarzyna Karpińska Magdalena Koźmińska Anna Wesołowska                   | MOSiR Sosnowiec Marta Wątor Monika Jajeśniak Lidia Sołtys Sabina Bil            |
| szpada drużynowo (startowało 8 ekip) | AZS-AWF Katowice Magdalena Jeziorowska Agnieszka Kumiet Małgorzata Bereza Aleksandra Magnowska | Legia Warszawa Magdalena Kumiet Danuta Dmowska Małgorzata Stroka Magdalena Piekarska                | Warszawianka Beata Tereba Olga Cygan Magda Tereba Hanna Cygan                   |

### mężczyźni
| Konkurencja:                         | Złoto:                                                                               | Srebro:                                                                                         | Brąz:                                                                               |
| Medaliści indywidualni               |                                                                                      |                                                                                                 |                                                                                     |
| floret (startowało 50 zawodników)    | Tomasz Ciepły (Warta Poznań)                                                         | Wojciech Szuchnicki (Sietom AZS AWFiS Gdańsk)                                                   | Paweł Kawiecki (Sietom AZS AWFiS Gdańsk) Paweł Sasin (STFS Sopot)                   |
| szabla (startowało 46 zawodników)    | Adam Skrodzki (AZS-AWF Katowice)                                                     | Rafał Sznajder (MOSiR Sosnowiec)                                                                | Jakub Ceranowicz (AZS-AWF Katowice) Marcin Koniusz (MOSIR Sosnowiec)                |
| szpada (startowało 89 zawodników)    | Tomasz Motyka (AZS AWF Wrocław)                                                      | Michał Sobieraj (AZS AWF Kraków)                                                                | Dariusz Adamek (Muszkieter Gliwice) Radosław Zawrotniak (AZS AWF Kraków)            |
| Medaliści drużynowi                  |                                                                                      |                                                                                                 |                                                                                     |
| floret drużynowo (startowało 8 ekip) | AZS AWF Warszawa Stanisław de Bazelaire Michał Majewski Marcin Zawada Jacek Słupski  | Sietom AZS AWFiS Gdańsk Wojciech Szuchnicki Paweł Kawiecki Krzysztof Pietrasiak Radosław Glonek | Polonia Leszno Sławomir Mocek Przemysław Fogt Jakub Jędrkiewicz Marcin Chatliński   |
| szabla drużynowo (startowało 8 ekip) | KKSz Konin Mateusz Górski Arkadiusz Nowinowski Maciej Tomczak Patryk Pałasz          | MOSiR Sosnowiec Grzegorz Dominik Marcin Koniusz Rafał Sznajder Łukasz Kutek                     | Warszawianka Jarosław Jelinek Kamil Więch Michał Stós                               |
| szpada drużynowo (startowało 8 ekip) | AZS AWF Wrocław Robert Andrzejuk Tomasz Motyka Łukasz Paluszczak Krzysztof Kamieński | AZS AWF Kraków Michał Sobieraj Radosław Zawrotniak Piotr Markowicz Aleksander Atanasow          | Legia Warszawa Marcin Kosman Krzysztof Mikołajczak Marek Bączek Marcin Karczmarczyk |